# Brünning (Palling)

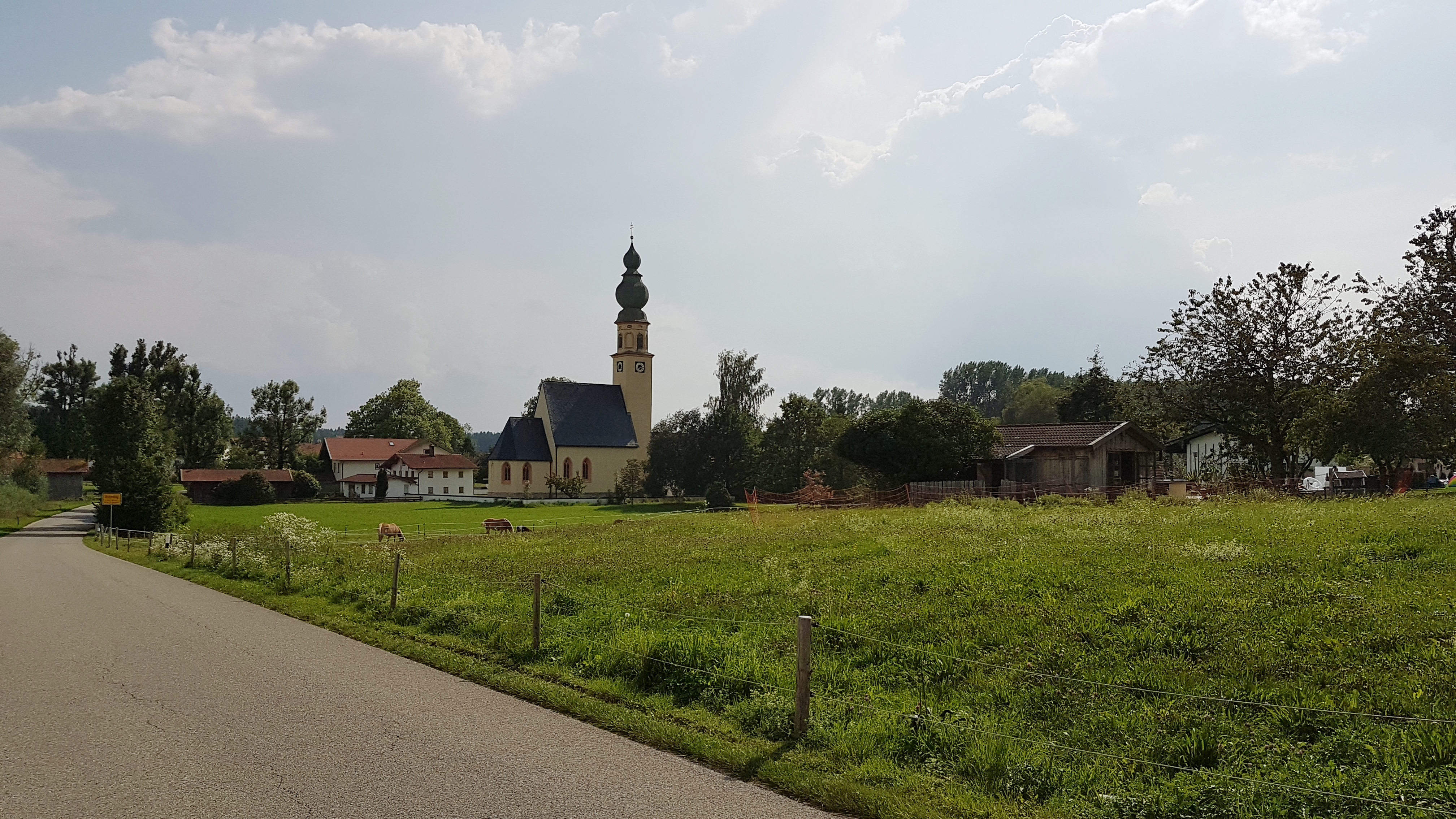
Ortsansicht von Brünning von Norden her

Brünning ist ein Gemeindeteil von Palling im oberbayerischen Landkreis Traunstein. Das Kirchdorf liegt circa zwei Kilometer südwestlich von Palling.

## Geschichte
Der Ort wird im Zusammenhang mit seiner Kirche als „Brunningas“ erstmals im 8. Jahrhundert in der Notitia Arnonis genannt. In Brünning existierte im Mittelalter ein gleichnamiges Adelsgeschlecht, dessen Vertreter zwischen dem 12. und 14. Jahrhundert aufgrund der Namensgleichheit mit den Herren von (Stein)Brünning bei Salzburghofen nur schwer zuzuordnen sind. Das Dorf zählte im späten 18. Jahrhundert bereits 26 Anwesen.

## Baudenkmäler

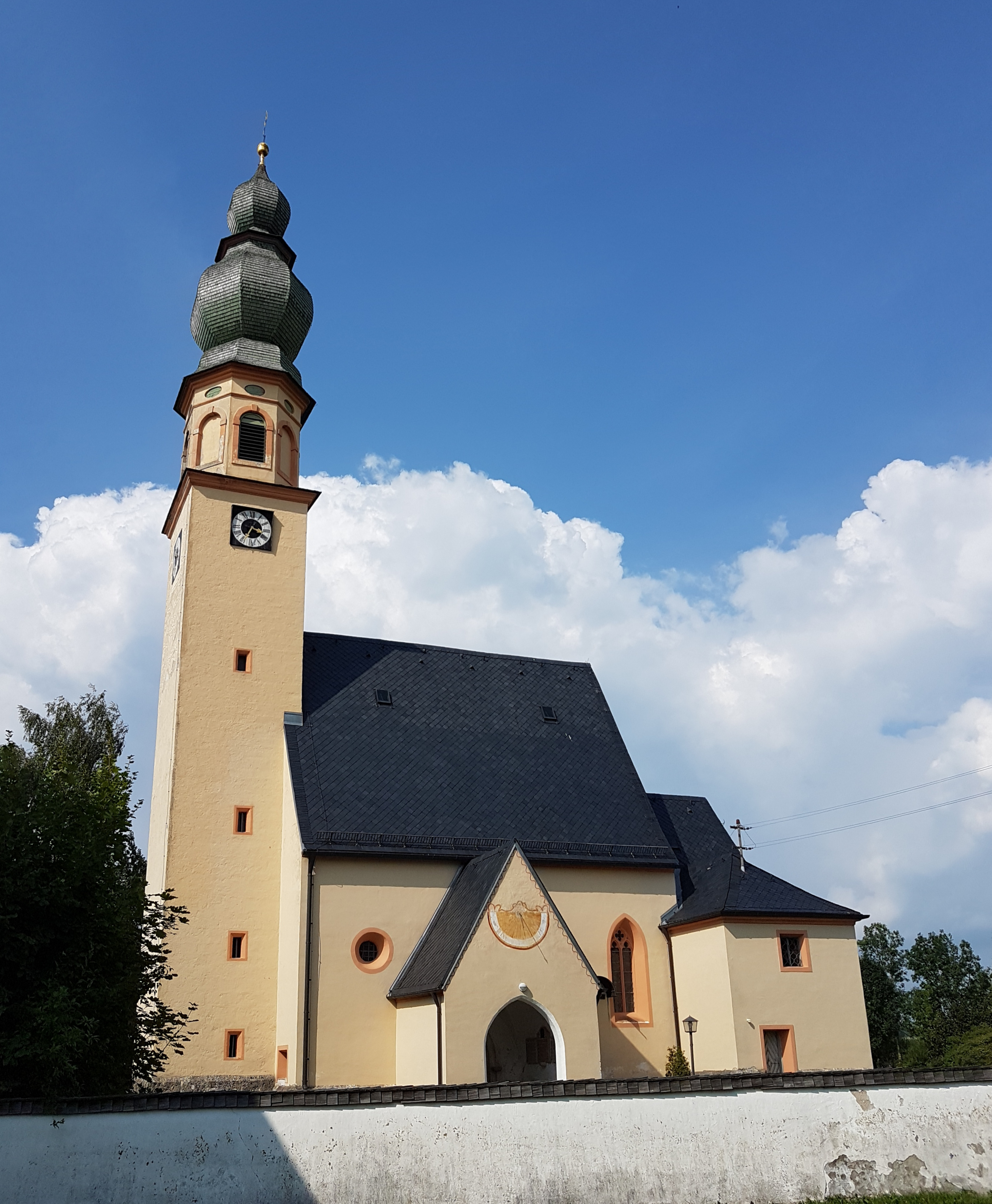
St. Johannes Baptist (Brünning)

Siehe auch: Liste der Baudenkmäler in Brünning

### Katholische Kirche St. Johannes Baptist
Die Kirche wurde als spätgotischer Saalbau um 1420 mit vierjöchigem Langhaus und deutlich niedrigerem und stark eingezogenem Chor errichtet. Das Turmoberteil mit Zwiebelhaube stammt aus dem 18. Jahrhundert. Im Innern befindet sich ein Kreuzgratgewölbe mit abgeschlagenen Rippen, die barocken Altäre fertigte Simon Högner 1688/89.

### Ortsbild
Im Dorf stehen noch mehrere alte denkmalgeschützte Drei- und Vierseithöfe des 19. Jahrhunderts, die im Kern jedoch älter sind.

## Brünninger Dorfstadel

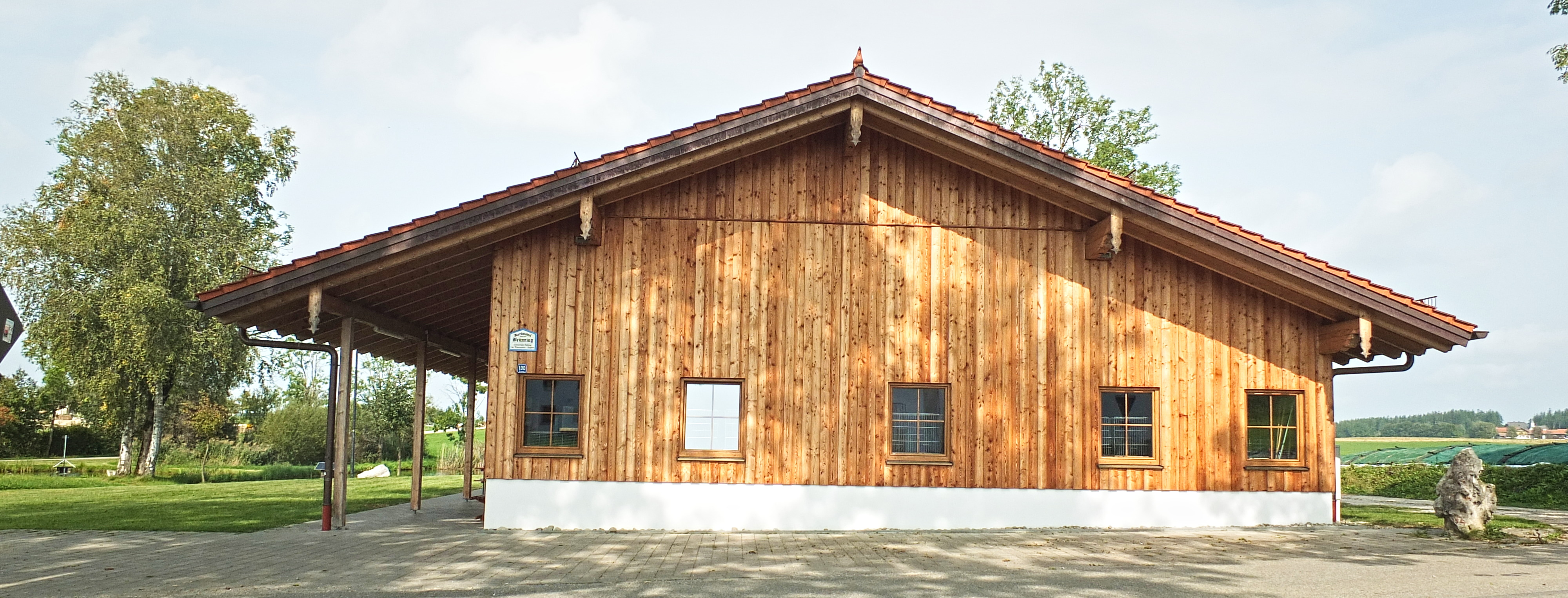
Der Dorfstadel von Brünning (Südansicht)

Um den Vereinen und Bürgern eine Kommunikationsstätte zu bieten, wurde am Brünninger Weiher 2017 ein Neubau errichtet und im Mai 2018 eingeweiht.
Der Schützenverein erhielt ein Schießstand für Lasergewehre, für den Geflügelzuchtverein besteht die Möglichkeit die monatlichen Verkaufsausstellung auszurichten.

## Bodendenkmäler
Siehe: Liste der Bodendenkmäler in Palling